# Alto Perú
Alto Perú es la denominación o apodo de origen rioplatense utilizada durante las últimas décadas del dominio de España, para referirse al medio geográfico y social del occidente de la actual Bolivia. El término se identificó con el distrito de la provincia de Charcas, disuelta en 1782.
La denominación de «provincias del Alto Perú», «territorios de la región del Alto Perú» o simplemente «Alto Perú», suele ser entendida equivocadamente como una sola entidad subnacional del virreinato rioplatense. Al igual que la confusión de la «provincia de Charcas» con las «provincias de Charcas» o «provincias de la Real Audiencia de Charcas», la primera da a lugar a la entidad subnacional que surgió en 1542 hasta 1782; y, la segunda, da a lugar a las provincias o intendencias dependientes en lo judicial a la real audiencia.
Por sus características geográficas, ecológicas, históricas y -especialmente- étnicas (zona habitada parcialmente por pueblos andinos) el territorio propiamente dicho "Alto Perú" correspondía parcialmente al Collao. Su región corresponde en la parte oeste al Altiplano andino o Puna, poblado por las etnias colla, aimara (principalmente en La Paz y Sur de Puno, Moquegua, Tacna y  Arequipa ), uru (en la cuenca del Lago Titicaca), y otras etnias andinas que, en lugar del aimara hablaban el quechua como idioma al producirse las conquistas incas en las zonas de Cochabamba, Chuquisaca, Potosí y sur de Perú.
Durante la colonia los corregimientos situados en la provincia de Charcas estuvieron bajo el gobierno directo del virrey del Perú, incorporados al virreinato del Río de la Plata desde 1776, y con el régimen de intendencias desde 1782. Con la independencia, en mayo de 1810, la junta revolucionaria de Buenos Aires se proclamó autónoma del gobierno monárquico de Fernando VII, rey de España. Desde su primer congreso en 1813 establece diputados para las provincias del Alto Perú como parte integrante de las Provincias Unidas del Río de la Plata. Se mandaron tres expediciones militares argentinas para su ocupación, pero cada una fue derrotada por tropas del virrey del Perú, que desde julio de 1810 había decretado la incorporación de las intendencias del Alto Perú a su gobierno. El virrey del Perú, Abascal, en julio de 1810, anexó provisionalmente las provincias de La Paz, Potosí y Chuquisaca al Virreinato del Perú. Durante la vigencia de la constitución española de 1812, las provincias del Alto Perú, se puso de base en la obediencia central política y militar provisional en la Real Audiencia de Charcas, basándose en los límites del Alto Perú, constituyéndose provisionalmente autónoma de los virreinatos del Perú y del Río de la Plata. Tras conocerse la capitulación del virrey del Perú, la monarquía, en julio de 1825, nombró virrey del Río de la Plata a un caudillo español que ya había muerto en el combate de Tumusla, de un territorio limitado a las provincias del Alto Perú, que de hecho estaba liberado del dominio realista por las fuerzas independentistas de caudillos regionales, y que posteriormente fue ocupado por el Ejército Libertador al mando de Sucre, quien, desobedeciendo a Simón Bolívar, procedió a organizar la reunión de deliberación sobre la soberanía del Alto Perú.

## Origen del término

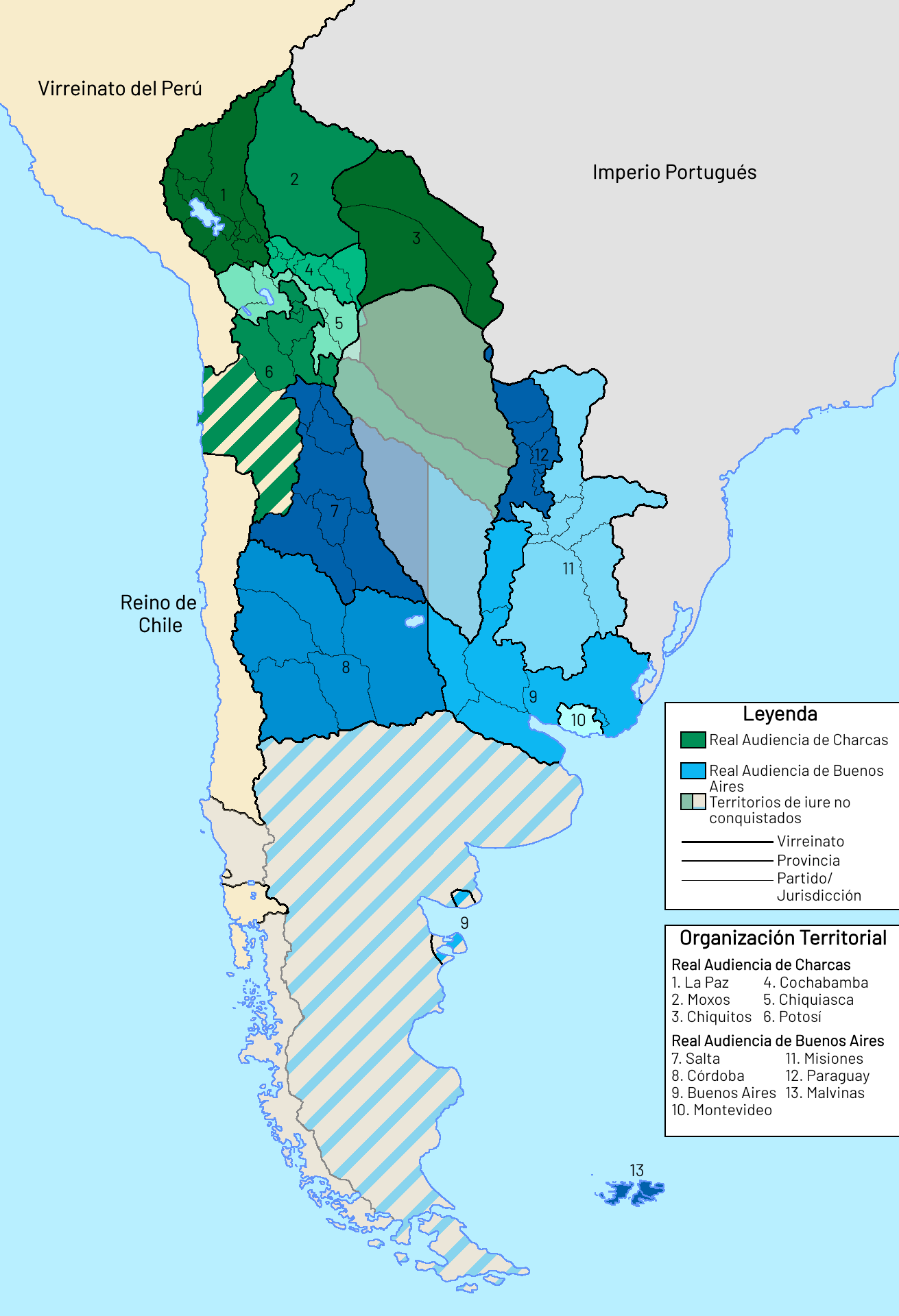
En tonos de verdes, las intendencias como dependientes en lo judicial a la Audiencia de Charcas, cuya zonas altiplanas de estas equivalían a la región llamada Alto Perú, dentro del Virreinato del Río de la Plata, en 1783:
Intendencia de La Paz
Intendencia de Cochabamba
Intendencia de Charcas
Intendencia de Potosí

El término Alto Perú es una denominación tardía para referirse a la región alta de las intendencias del noroeste del Virreinato del Río de la Plata, intendencias pertenecientes en lo judicial a la Real Audiencia de Charcas, ya en las postrimerías de la colonia, no fue utilizado sino recién hacia fines del siglo XVIII, hasta entonces no existe un solo documento o crónica oficial que use este nombre. Esto fue advertido ya en 1851 por José María Dalence, quien afirmaba que «La denominación Alto Perú aplicada exclusivamente a Bolivia, es nueva y muy impropia... Lo cierto es que ni en las leyes españolas, ni en sus historiadores, se da a lo que hoy es Bolivia otro nombre que el de Charcas». La denominación Alto Perú recién entró en uso al crearse el Virreinato del Río de la Plata, y tomó fuerza como sobrenombre entre 1809 y 1810, utilizado principalmente por los «rioplatenses».
«El término Alto Perú tuvo vigencia durante unos cincuenta años, desde que el territorio fue transferido a la jurisdicción del Virreinato del Río de la Plata hasta la fundación de la República» de Bolivia.
La primera denominación oficial impuesta por la Corona española, a la región que durante el incanato fue conocida como Collasuyo, fue la de Nueva Toledo, gobernación adjudicada al conquistador Diego de Almagro, que junto con la de Nueva Castilla otorgada a Francisco Pizarro, recibían el nombre globalizador de Perú. Esta organización territorial tuvo, sin embargo, una vigencia corta quedando abolidas ambas gobernaciones mediante la Real Cédula que erigió el Virreinato del Perú en 1542 y del que la Audiencia y Cancillería Real de Charcas establecida en 1559 fue parte integrante hasta 1776. El historiador español Luis Suárez Fernández señala que el término Alto Perú no se populizaría sino hasta el último tercio del siglo XVIII en parte debido a que las provincias altas del Virreinato peruano le fueron desmembradas para ser incorporadas al del Río de la Plata. En adelante y hasta el final de la época colonial dicha región sería conocida popularmente como el Alto Perú, siendo que el gentilicio "altoperuano" aún es recogido por el diccionario de la Real Academia Española que lo define como "perteneciente o relativo al Alto Perú, territorio en lo judicial de la Audiencia de Charcas, hoy región alta de Bolivia". Alto Perú ha sido también un término frecuentemente utilizado por algunos historiadores para referirse a la etapa colonial de la historia boliviana.
Según el autor boliviano José María Dalence, la denominación Alto Perú corresponde a las sierras que se extienden desde Copiapó en Chile hasta Quito en Ecuador.

## Provincia española de Charcas
Existe un equívoco principal en la denominación de los territorios cuando se habla de la Provincia de Charcas, que es el confundir la Provincia de Charcas con la Real Audiencia de Charcas (1561-1825), el primero es una subdivisión del territorio del Imperio español que duró sólo hasta 1782; y, mientras que el otro es un órgano de tribunal judicial de apelaciones, su distrito judicial varió en cuanto a poder durante la independencia.
Inicialmente la Provincia de Charcas se encontraba bajo la administración del Virreinato del Perú con sede en Lima, hasta 1776, fecha en que se creó el Virreinato del Río de la Plata con sede en Buenos Aires. 
En 1561 se instaló en la ciudad de La Plata (actual Sucre) la Real Audiencia de Charcas, suprema autoridad judicial de la provincia de Charcas, que posteriormente extendió su distrito judicial en lo que posteriormente sería parte del distrito judicial de la Real Audiencia de Buenos Aires atendiendo la necesidad de crear un nuevo centro administrativo regional, desde donde se pudiera controlar con el debido cuidado y atención la zona de mayor producción de plata. La riqueza de Potosí, la instauración de la Audiencia de Charcas, el obispado de La Plata, después arzobispado de La Plata y la Universidad de San Francisco Xavier de Chuquisaca dieron consistencia a lo que sería conocido como Provincia de Charcas. La Provincia de Charcas se disolvió en 1782 para ser sucedidos por las intendencias: 
- Intendencia de Cochabamba
- Intendencia de Chuquisaca (o Charcas)
- Intendencia de La Paz
- Intendencia de Potosí
- Intendencia de Puno (1776-1796)

Los cuatro territorios eran administrados por gobernadores intendentes nombrados por el rey y los partidos por subdelegados elegidos por el virrey por el término de cinco años y a propuesta de los intendentes. Los gobiernos de Moxos y Chiquitos se hallaban sujetos a reglamentos especiales, con dependencia en lo judicial de la Real Audiencia de Charcas y en materia de Real Hacienda. Existían también instancias municipales con Cabildos, Ayuntamientos o Consejos formados por alcaldes y regidores a cuyo cargo estaban la seguridad pública, el ornato, la comodidad y la moral.
En lo judicial, en las capitales de provincia eran jueces de primera instancia el teniente gobernador y dos alcaldes elegidos anualmente por los cabildos y en los partidos los subdelegados. Los pleitos seguidos en las cuatro provincias podían ser llevados en apelación o súplica ante la Audiencia de Charcas; también podía apelarse ante ella de las resoluciones de los intendentes en puntos contenciosos de policía y gobierno. El presidente de la Real Audiencia, era la suprema autoridad en materias contenciosas. La Real Audiencia de Charcas se componía de cierto número de oidores nombrados por el rey y que duraban en su empleo según la voluntad del monarca, lo mismo que los intendentes gobernadores. 
Los asuntos eclesiásticos seguían subordinados a la autoridad de los obispos, sometidos a su vez, en grado de apelación, a la del arzobispo de La Plata. Los de hacienda y guerra estaban bajo la inmediata inspección de los respectivos intendentes.
En el año 1809 con la Revolución de Chuquisaca, y la creación de la Junta Tuitiva, los realistas altoperuanos pidieron auxilio al virrey del Perú, que respondió con el envío de una fuerza al mando de José Manuel de Goyeneche, en apoyo del virrey del Río de la Plata, con lo que se restableció el gobierno monárquico.
En 1810 se dio un poder provisional de administración de territorios a la Real Audiencia de Charcas sobre su distrito judicial, esto por los conflictos en Buenos Aires con las autoridades y los adherentes a la revolución de distintas intendencias o provincias; el distrito judicial de la Real Audiencia se redujo en las provincias que comprenden la región del Alto Perú, esto para mantener organización y comunicación directa que sería aprovechado tanto por los realistas como con los patriotas.

## Provincias rioplatenses del Alto Perú
La Junta de Buenos Aires, tras acabar con la contrarrevolución de Córdoba, avanzó sobre las intendencias del norte del virreinato del Río de la Plata, y dispuso de diputados electos, designados o suplentes, desde su primer congreso constituyente en 1813, como representantes de las provincias del Alto Perú en los congresos de las Provincias Unidas del Río de la Plata:
- Cochabamba
- Chuquisaca
- Potosí
- La Paz
- Mizque

Hubo ocho representantes del Alto Perú en el congreso de 1813 y seis en el Congreso de Tucumán. La administración efectiva del Alto Perú por parte de Buenos Aires se apoyó en el Ejército del Norte (llamado entonces Ejército del Auxiliar), que se enfocaba en proteger y conquistar el norte en general del virreinato, pero su enfoque oficial era avanzar sobre los territorios del Alto Perú, dándose las campañas de las Expediciones Auxiliadoras al Alto Perú. El repliegue de los ejércitos patriotas en 1811 dio lugar a la aparición en el medio rural de múltiples focos de guerrillas, llamadas republiquetas altoperuanas, cuya actividad alcanzó su punto culminante en 1814. En 1816 murieron la mayor parte de los caudillos (Ildefonso Muñecas en Ayata, Vicente Camargo en Cinti y	Manuel Ascencio Padilla en La Laguna). Y tras la derrota en 1817 de la expedición de Aráoz de Lamadrid quedó en el Alto Perú la guerrilla de José Miguel Lanza en Ayopaya (Cochabamba), mientras en la frontera sur de la región del Alto Perú, se encontraba Martín Miguel de Güemes al mando de las milicias y guerrillas de Salta. Desde entonces y hasta la derrota de Olañeta, el Alto Perú y otros territorios limitantes con la región se encontraban bajo control realista

## Agregación Provisional al virreinato del Perú de 1810

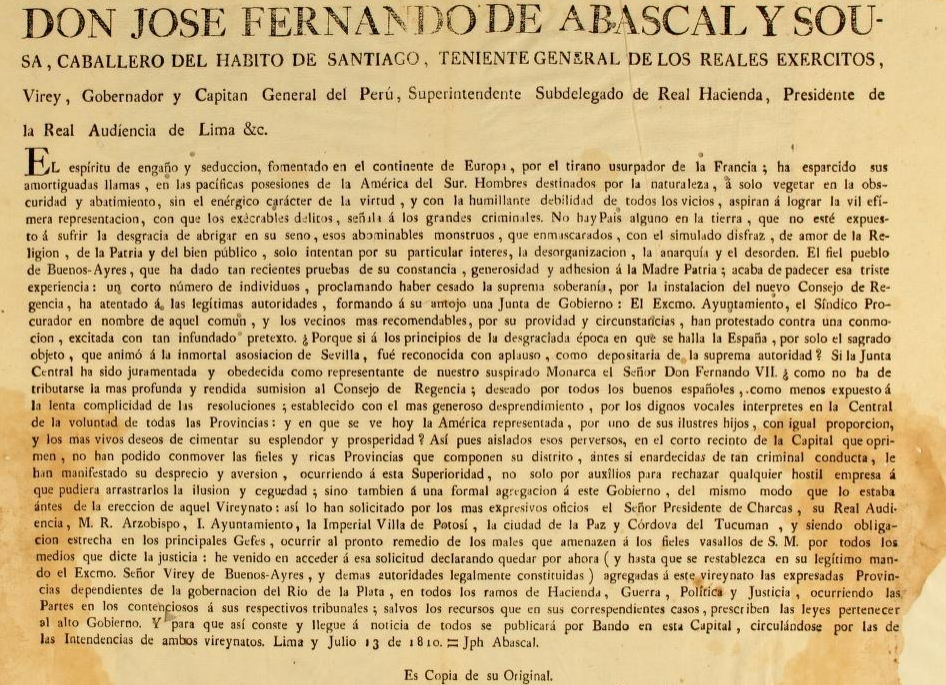
Bando del 13 de julio de 1810 agregando las provincias de Chuquisaca, Potosí, La Paz y Córdoba del Tucumán al virreinato del Perú

Al estallar la revolución de Mayo en  el 25 de mayo de 1810, en el Virreinato del Río de la Plata, el virrey peruano Abascal declaró la incorporación provisional de las provincias del Alto Perú al virreinato del Perú en un Bando fechado el 13 de julio de 1810, agregando al virreinato del Perú, además de Córdoba del Tucumán, a tres de las cuatro provincias altoperuanas (Chuquisaca, Potosí y La Paz). En esa fecha crea también el ejército de operaciones del Alto Perú a cuyo frente puso a José Manuel de Goyeneche. Sin embargo el dominio del Alto Perú por los realistas se vio interrumpido por las tropas de Buenos Aires, con la invasión del  Ejército Auxiliar (o del Norte), que fue enviado por las autoridades revolucionarias rioplatenses a fin de auxiliar a las provincias altoperuanas y que a largo de cuatro campañas. Estos ejércitos auxiliares fueron derrotados finalmente en cada una de ellas. Al mismo tiempo se sumó la presencia rural de guerrillas del país, en las llamadas "republiquetas".
El 22 de febrero de 1818, el general en jefe del Ejército Real del Perú nombró al general Maroto gobernador e intendente interino de la ciudad de La Plata y su provincia, además de presidente de la Real Audiencia de Charcas donde combatió a los caudillos rebeldes y patriotas, manteniendo el territorio bajo control. En 1823 el general Andrés de Santa Cruz al mando de un ejército de la república del Perú llegó a ocupar La Paz, que abandonó seguidamente, en una retirada precipitada. 
El Convenio de Tarapaya, firmado el 9 de marzo de 1824 entre el general Olañeta y el general Valdés durante la Guerra Doméstica, otorgó al general Olañeta el mando del Alto Perú, abarcando desde el río Desaguadero hasta Potosí. Después de la derrota de La Serna en Ayacucho el general Olañeta lideró la resistencia de un pequeño grupo de militares realistas en el Alto Perú que se negaron a aceptar la Capitulación de Ayacucho, en tanto que este en su primer artículo se limitada hasta el río Desaguadero, y por tanto no estaban comprendidos en dicha capitulación.
El último presidente de la Audiencia fue Antonio Vigil nombrado por Pedro Antonio Olañeta en 1824. Olañeta falleció un día después del combate de Tumusla el 2 de abril de 1825. Tras conocer la capitulación del virrey del Perú, la monarquía española nombró a Olañeta virrey del Río de La Plata, el 12 de julio de 1825, sin saber que ya había muerto.

## Intervención brasileña en el Alto Perú
Con la sensación de gran inseguridad y temiendo por el caos debido a las guerras, en junio de 1822, los tres gobernadores de los departamentos españoles del Alto Perú, sintiéndose amenazados por las tropas colombianas de los generales Antonio José de Sucre, Simón Bolívar y José María Córdoba, se reunieron en Cuiabá, capital de la provincia de Mato Grosso, Brasil, y solicitaron al Presidente de Matto Grosso, que intercediera junto al príncipe regente Don Pedro (que pronto llegaría a ser nombrado Pedro I de Brasil y IV de Portugal), para que el Reino Unido de Portugal, Brasil e Algarves, anexaran estos territorios del Alto Perú, con el fin de evitar la carnicería y el caos.
De inmediato, el presidente de Mato Grosso envió tropas que estaban en su provincia para el Alto Perú, bloqueando el avance de Bolívar y Sucre, comunicando mediante una carta a Don Pedro sobre el envío de tropas y la solicitud de las autoridades del Alto Perú. Bolívar y Sucre enviaron representantes a Río de Janeiro rápidamente, los cuales llegaron antes que la carta del Presidente de Mato Grosso, de esta forma Pedro I decidió no anexar territorios del Alto Perú y ordenando que las tropas se retiraran. 
Pedro I estuvo más preocupado de vencer a la resistencia de las tropas portuguesas en territorio brasileño y garantizar la unidad del Brasil que anexar territorios del Alto Perú para el naciente Imperio del Brasil.
La carta del Presidente de Mato Grosso fue recibida por Pedro I recién en noviembre de 1822, cuando el Brasil ya era una nación independiente.

## Las Provincias del Alto Perú
La denominación Provincias del Alto Perú, hace referencia a 5 provincias: Charcas, Cochabamba, La Paz, Potosí y Santa Cruz.
La mención al conjunto de estas cinco provincais se puede observar en un decreto del 9 de febrero de 1825 emitido por Antonio José de Sucre durante la ocupación militar del Ejército Libertador en esta región:

1°.- Las provincias que se han conocido con el nombre del Alto Perú, quedarán dependientes de la primera autoridad del ejército libertador, mientras una asamblea de diputados de ellas mismas delibere su suerte.....
18°.- El objeto de la Asamblea General será sancionar un régimen de gobierno provisorio, y decidir sobre la suerte y los destinos de estas provincias, como sea más conveniente a sus intereses felicidad; y mientras una resolución final, legitime y uniforme, quedarán regidas conforme al Artículo 1°
Antonio José de Sucre, General en Jefe del Ejercito Unido Libertador del Perú, Decreto de 9 de febrero de 1825.

La mención de estas cinco provincias como Alto Perú también se puede observar en el Acta de Independencia la cual fue suscrita por los representantes de estas:

El mundo sabe que el Alto Perú ha sido, en el continente de América, el ara donde se vistió la primera sangre de los libres y la tierra donde existe la tumba del último de los tiranos: que Charcas, Potosí, Cochabamba, La Paz y Santa Cruz, han hecho constantes esfuerzos para sacudir el yugo peninsular; y que la irretractabilidad de sus votos contra el dominio español, su heroica oposición, han detenido mil veces las impetuosas marchen del enemigo sobre regiones que, sin esto, habrían sido encadenadas, o salvándose sólo con el último y más prodigioso de los esfuerzos.
Acta de Independencia, 6 de agosto de 1825.

## Ocupación colombiana del Alto Perú
Entre 1823 y 1828 tropas colombianas ocuparon el Alto Perú de la mano del Mariscal Antonio José de Sucre, nacido en Cumaná, como continuación de las Campañas del Sur; la historiografía considera a la República de Bolívar (cuya base fue el Alto Perú) un Estado satélite de la Gran Colombia.
La intervención colombiana surge dentro de un contexto influenciado por la Entrevista de Guayaquil de 1822 y la victoria en la Batalla de Ayacucho en 1824 para concluir la emancipación total de Sudamérica. Como causas iniciales se podría hablar del expansionismo de Bolívar quien planeaba en primer lugar establecer la Federación de los Andes y proseguir con el control total de Sudamérica como lo indica una de sus cartas a Francisco de Paula Santander:

El general Alvear... se vuelve inmediatamente a Buenos Aires con grandes miras; él desea ponerse de acuerdo conmigo en todo y por todo; ha llegado a proponerme la reunión de la República Argentina y Boliviana... Él no abandona este proyecto por nada, y menos aún de llamarme a fijar los destinos del Río de la Plata; él dice que sin mí su patria vacilará largo tiempo, y que exceptuando cuatro individuos del gobierno, todo el pueblo me desea como un ángel de protección... Ud. debe hacer los mayores esfuerzos para que la gloria de Colombia no sea incompleta y se me permita ser el regulador de toda la América del Sud... Pida Ud. al Congreso un permiso para quedarme un par de años en los pueblos del sud del Perú.

La Asamblea General de Diputados de las Provincias del Alto Perú de 1825 resultó en la decisión de la autodeterminación de la naciente República de Bolívar en oposición a la dependencia del Río de la Plata o del Perú y la declaración de Bolívar como Padre de la República y Jefe Supremo del Estado, sin embargo, el Libertador negó la presidencia y se la entregó a Sucre quien anteriormente había sido Jefe Supremo Militar del Perú y Jefe Superior del Distrito Sur de la Gran Colombia. En 1826 se convoca una asamblea constituyente en Chuquisaca en la cual dos diputados altoperuanos exigen que las tropas de Sucre permanezcan en el territorio hasta que haya estabilidad. Esta élite no quería, entre otras, que Lima o Buenos Aires ejercieran control sobre el Alto Perú y determinaron que la forma más neutral de mantener cierta independencia y estabilidad era ratificando la presencia del ejército colombiano. Además, Bolívar llegó a izar la bandera de Colombia en Potosí junto a la de Argentina, Chile y Perú.
A Sucre lo llamaban títere de Bolívar y le criticaban que casi todos los gobernantes locales (prefectos) y empleados públicos eran nacidos en Colombia o extranjeros, como el comandante Joseph León Camacho quien nació en la Nueva Granada y demás dirigentes de tropas como Miguel Antonio Figueredo y Otto Philipp Braunn quien estaba al servicio de la Gran Colombia.
El anticolombianismo peruano incrementaba cada vez que Perú sentía más cercana la amenaza del deseo expansionista de Bolívar. La Constitución Vitalicia del Perú de 1827 que avalaba el bolivarianismo en el Alto Perú fue anulada y Lima pedía que las tropas colombianas se retiraran del territorio. Una táctica usada por el gobierno peruano para cumplir su propósito de expulsar a los colombianos fue el convencimiento a 3000 infantes y 400 jinetes bolivarianos de amotinarse, impulsados igualmente por la falta de pagos. Sucre, por su parte, se comprometió a hacer elecciones parlamentarias en 1828 y los opositores del control sobre Bolivia y defensores de la autodeterminación de las provincias altoperuanas se unieron bajo el lema "Colombianos, no".
Consecuentemente, se firmó el Tratado de Piquiza por el cual deberían salir algunos colombianos desde Arica en transportes peruanos. Finalmente Sucre fue derrocado por la intervención peruana en Bolivia de 1828, tras lo cual se desencadenó la guerra grancolombo-peruana.

## Derechos reclamados por Argentina y Perú sobre el Alto Perú
Tanto Argentina como el Perú reclamaban el Alto Perú como parte integrante de su territorio por razones históricas. Las provincias del Alto Perú, formaban parte del virreinato del Río de la Plata y, anteriormente, estas provincias eran una sola provincia llamada Charcas que formaba parte del virreinato del Perú y posteriormente del Río de la Plata, y por último las provincias fueron provisionalmente incorporadas por el virrey Abascal al virreinato del Perú –o reincorporadas en alusión a la provincia de Charcas– con la revolución de Buenos Aires. Aclarando el virrey en el decreto de anexión que lo hacía: hasta que se restablezca en su legítimo mando el Excmo. Señor Virey de Buenos-Ayres, y demás autoridades legalmente constituidas, pues solo la autoridad real podía desmembrar el territorio definitivamente del virreinato de Buenos Aires.

Tanto el nuevo estado del Perú como el de Argentina podían alegar derechos a su posesión por las razones históricas conocidas de haber pertenecido Charcas primero al virreinato de Lima, luego al de Buenos Aires y finalmente de nuevo a Lima

En el año 1825, tras el rechazo del caudillo Pedro Antonio Olañeta de unir sus fuerzas absolutistas a la causa independentista, se produjo el avance del ejército patriota bajo el mando de Antonio José de Sucre cuyas  tropas fueron liberando todo el territorio altoperuano del dominio español. 
El 9 de febrero de 1825 Sucre convocó una asamblea constituyente de las provincias altoperuanas para dirimir su autogobierno o la pertenencia a la Argentina o el Perú. Simón Bolívar refrendó la convocatoria tras recibir la autorización del Estado peruano el 23 de febrero y del Estado argentino el 9 de mayo.  Finalmente la asamblea constituyente dio lugar a la formación de la República de Bolívar asumiendo la soberanía sobre todo el territorio altoperuano.
Las provincias de la región del Alto Perú se establecieron oficialmente como Estado independiente el 6 de agosto con el nombre de Estado del Alto Perú, anexando oficialmente la intendencia de Santa Cruz de la Sierra con a sus territorios adyacentes (Moxos, hoy Beni y el Acre; y, Chiquitos) el 9 de agosto; posteriormente, el día siguiente adoptó el nombre de República de Bolívar, y luego en octubre como la República de Bolivia.